# 五點 (印地安納州沃倫縣)
五點（英語：Five Points）是位於美國印地安納州沃倫縣的一個鬼鎮。該地的面積和人口皆未知。

## 地理
五點所處的海拔為高於海平面221米（即725英呎），而該地所採用的時區為UTC-5，即北美東部時區（EST）。同時該地設有夏令時間，為UTC-5調快一小時，即UTC-4（EDT）。